# 欧特埃皮讷
欧特埃皮讷（法語：Haute-Épine，法語發音：[ot epin]）是法国瓦兹省的一个市镇，属于博韦区。

## 地理
欧特埃皮讷（49°35'2"N, 2°0'38"E）面积6.73 平方千米，位于法国上法蘭西大區瓦兹省，该省份为法国北部内陆省份，北起索姆省，西接厄尔省和滨海塞纳省，南至塞纳-马恩省和瓦兹河谷省，东临埃纳省。
与欧特埃皮讷接壤的市镇（或旧市镇、城区）包括：阿希、布利库尔、利于、马赛昂博韦西、拉讷维尔叙乌德伊、普雷维莱尔、罗图瓦。

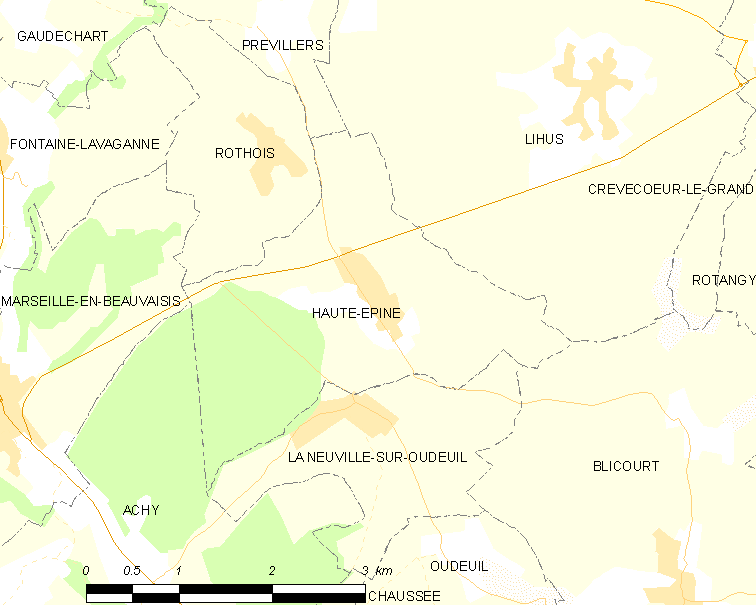
欧特埃皮讷的OSM定位图

欧特埃皮讷的时区为UTC+01:00、UTC+02:00（夏令时）。

## 行政
欧特埃皮讷的邮政编码为60690，INSEE市镇编码为60304。

## 政治
欧特埃皮讷所属的省级选区为格朗维利耶县。

## 人口

1962-2008年间欧特埃皮讷人口变化图示

欧特埃皮讷于2022年1月1日时的人口数量为262人。